# Archegosaurus
Archegosaurus es un género extinto de anfibios temnospóndilos que vivieron en el período Pérmico, hace aproximadamente 299-253 millones de años. Los restos de este animal, que consisten de al menos 90 esqueletos parciales (mayormente cráneos), han sido hallados en Bohemia, República Checa & Alemania. El nombre Archegosaurus fue acuñado por Goldfuss en 1847. Archegosaurus es un miembro de Archegosauridae y da su nombre a su familia.

## Clasificación

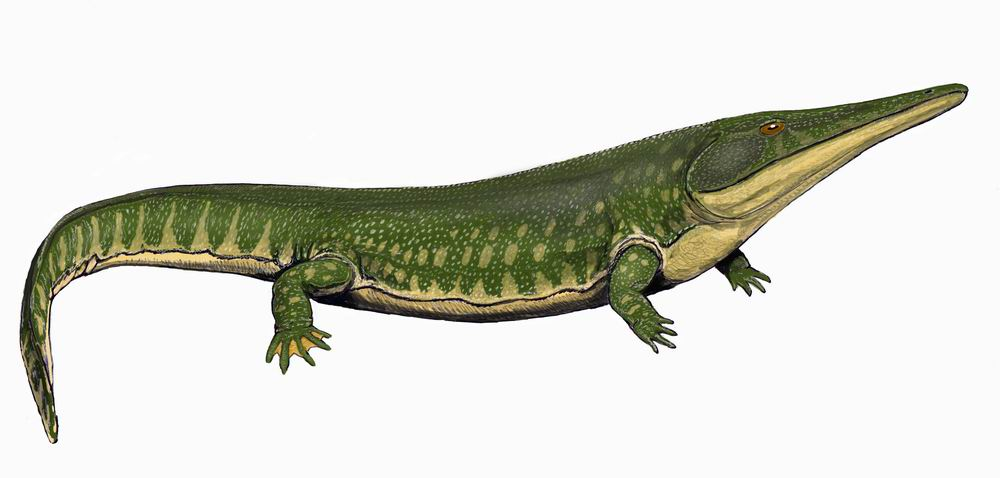
Recreación de A. decheni

En 1938, el paleontólogo Margaret C. Steen describió a un temnospóndilo del yacimiento Ruprechtice de edad pérmica en el noreste de Bohemia. Steen lo nombró Memonomenos dyscriton basándose en un cráneo que era más estrecho que otros de Ruprechtice. Fue clasificado como un antracosaurio, un grupo cercanamente relacionado con los reptiles. Tanto Memonomenos como los antracosaurios embolómeros tenían vértebras que se dividían en varias partes, incluyendo un pleurocentro e intercentro. Los animales con este tipo de vértebras divididas son conocidos como raquitomos. Durante el comienzo del siglo XX, los paleontólogos consideraron que los temnospóndilos raquitomos eran descendientes de los embolómeros, y Steen consideró a Memonomenos como un enlace entre estos dos grupos. Steen también notó que Memonomenos tenía grandes cuernos tabulares, un rasgo compartido con los antracosaurios. Más tarde se determinó que los temnospóndilos y antracosaurios eran dos grupos distantemente relacionados, y el paleontólogo Alfred Romer situó a Memonomenos dentro de Anthracosauria. Esta clasificación fue aceptada hasta 1978 cuando Memonomenos fue reasignado al género Archegosaurus y clasificado como un temnospóndilo. Memonomenos dyscriton se convirtió en la segunda especie de Archegosaurus, A. dyscriton.

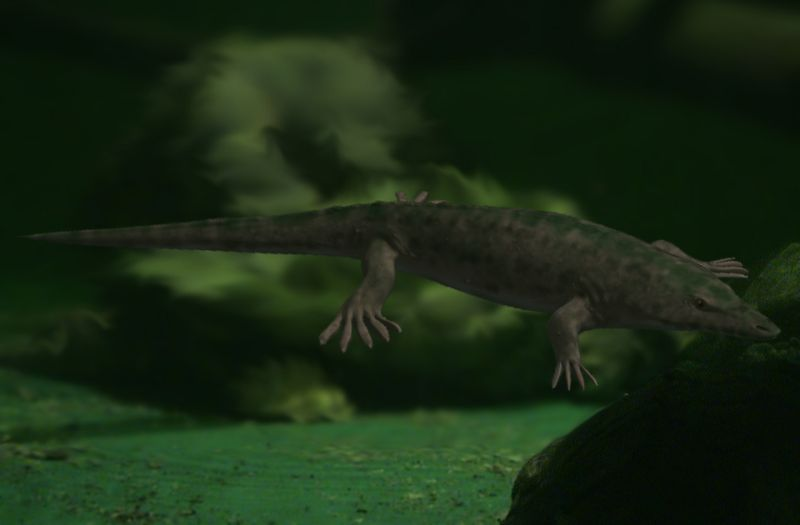
Ilustración de un arquegosaurio
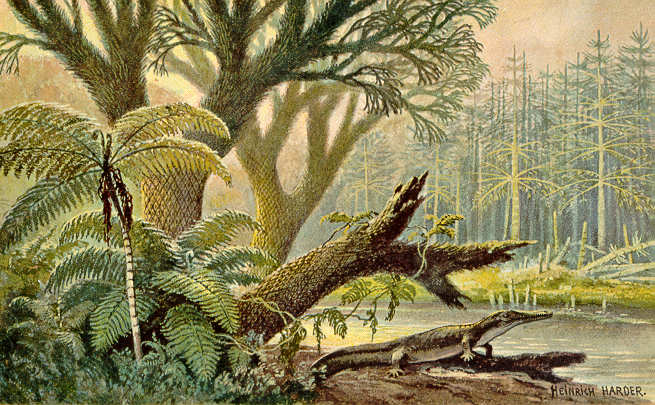
Ilustración de un Archegosaurus de 1920